# میکله آندرئولو
میکله آندرئولو (به ایتالیایی: Michele Andreolo) بازیکن فوتبال و مدافع اهل ایتالیا است که از سال ۱۹۳۶ میلادی عضو تیم ملی فوتبال ایتالیا بوده و در ۲۷ بازی ملی حضور داشته‌است. او در بازی‌های ملی‌اش ۱ گل به ثمر رساند.
میکله آندرئولو آخرین بازی ملی خود را در سال ۱۹۴۲ میلادی انجام داد.